# Wild World (album)
Pour la chanson de Cat Stevens, voir Wild World.
Albums de Bastille
Bad Blood
(2013) Doom Days
(2019)
Singles
1. Good Grief
Sortie : 16 juin 2016
2. Send Them Off!
Sortie : 30 septembre 2016
3. Blame
Sortie : 15 décembre 2016
4. Glory
Sortie : 5 juin 2017

Wild World (stylisé en WILD WORLD) est le deuxième album studio du groupe de rock alternatif anglais Bastille.

## Écriture et sortie

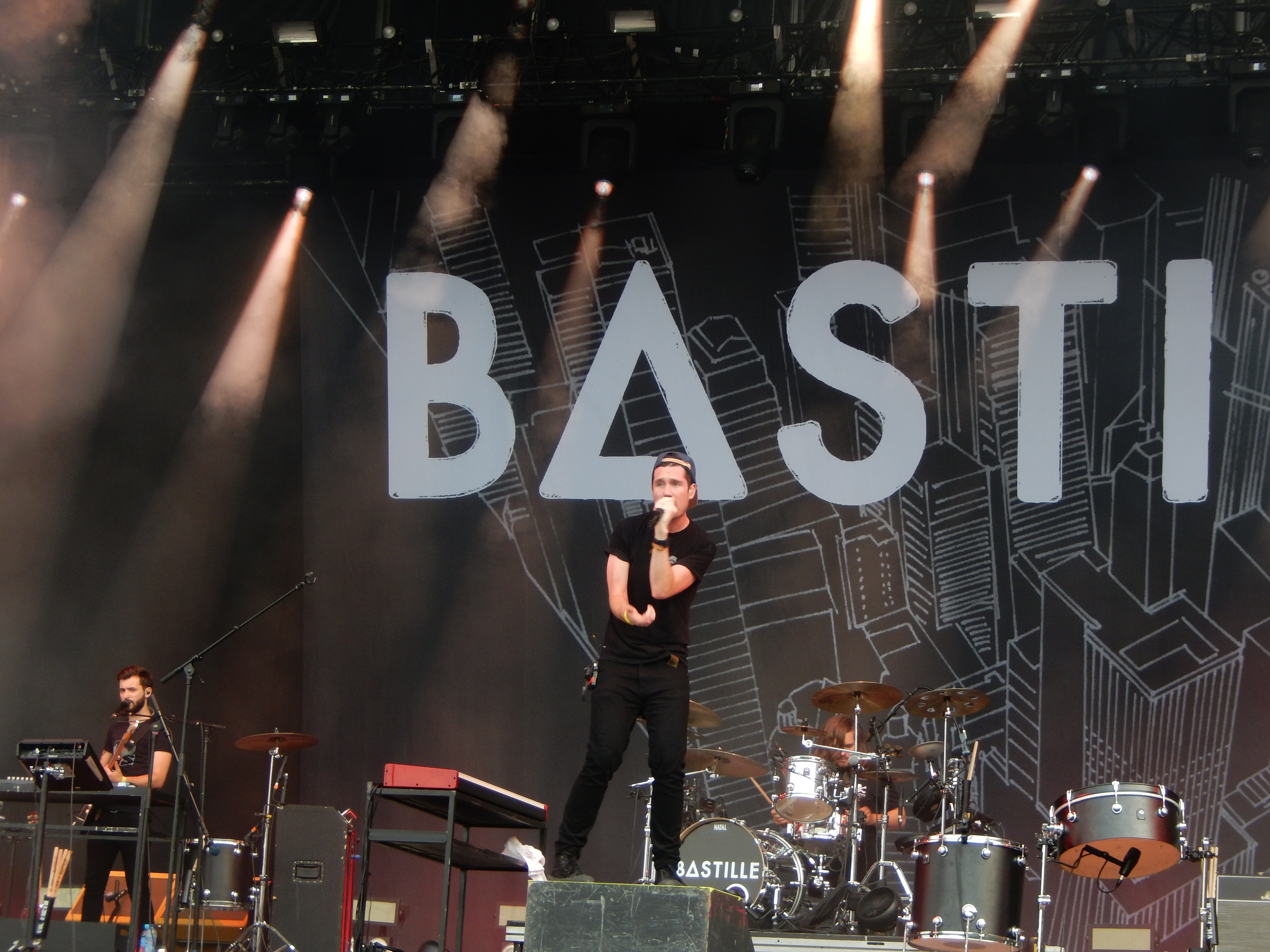
Bastille en concert en 2016.

En 2013, Bastille sort son premier album studio intitulé Bad Blood. Le disque rencontre un grand succès et emmène le groupe sur une tournée mondiale. C'est durant cette tournée que Bastille écrit son deuxième album, enregistré dans le sud de Londres.
Musicalement, l'album s'étend au-delà de la pop, incorporant des éléments de dance, RnB et rock. Il contient davantage de sons de guitare, notamment électrique, inspirés par les trois ans de tournée du groupe,. Des extraits d'anciens films sont intégrés à certaines chansons,.
Les paroles de Wild World sont parfois politiques, notamment dans The Currents et Warmth, critiquant des hommes politiques de la droite populiste comme Donald Trump et Nigel Farage,. Le groupe s'était notamment engagé en faveur du Remain lors du référendum sur le Brexit.

## Pistes
Toutes les chansons sont écrites et composées par Dan Smith.
| Wild World | Wild World                             | Wild World | Wild World | Wild World | Wild World | Wild World | Wild World | Wild World | Wild World |
| No         | Titre                                  | Durée      |            |            |            |            |            |            |            |
| ---------- | -------------------------------------- | ---------- | ---------- | ---------- | ---------- | ---------- | ---------- | ---------- | ---------- |
| 1.         | Good Grief                             | 3:26       |            |            |            |            |            |            |            |
| 2.         | The Currents                           | 3:24       |            |            |            |            |            |            |            |
| 3.         | An Act of Kindness                     | 3:28       |            |            |            |            |            |            |            |
| 4.         | Warmth                                 | 3:49       |            |            |            |            |            |            |            |
| 5.         | Glory                                  | 4:41       |            |            |            |            |            |            |            |
| 6.         | Power                                  | 3:29       |            |            |            |            |            |            |            |
| 7.         | Two Evils                              | 2:46       |            |            |            |            |            |            |            |
| 8.         | Send Them Off!                         | 3:20       |            |            |            |            |            |            |            |
| 9.         | Lethargy                               | 3:24       |            |            |            |            |            |            |            |
| 10.        | Four Walls (The Ballad of Perry Smith) | 4:12       |            |            |            |            |            |            |            |
| 11.        | Blame                                  | 2:55       |            |            |            |            |            |            |            |
| 12.        | Fake It                                | 4:04       |            |            |            |            |            |            |            |
| 13.        | Snakes                                 | 3:17       |            |            |            |            |            |            |            |
| 14.        | Winter of Our Youth                    | 3:23       |            |            |            |            |            |            |            |
| 49:38      |                                        |            |            |            |            |            |            |            |            |

| Wild World (édition complète) | Wild World (édition complète) | Wild World (édition complète) | Wild World (édition complète) | Wild World (édition complète) | Wild World (édition complète) | Wild World (édition complète) | Wild World (édition complète) | Wild World (édition complète) | Wild World (édition complète) |
| No                            | Titre                         | Durée                         |                               |                               |                               |                               |                               |                               |                               |
| ----------------------------- | ----------------------------- | ----------------------------- | ----------------------------- | ----------------------------- | ----------------------------- | ----------------------------- | ----------------------------- | ----------------------------- | ----------------------------- |
| 15.                           | Way Beyond                    | 3:19                          |                               |                               |                               |                               |                               |                               |                               |
| 16.                           | Oil On Water                  | 2:58                          |                               |                               |                               |                               |                               |                               |                               |
| 17.                           | Campus                        | 3:03                          |                               |                               |                               |                               |                               |                               |                               |
| 18.                           | Shame                         | 3:30                          |                               |                               |                               |                               |                               |                               |                               |
| 19.                           | The Anchor                    | 3:24                          |                               |                               |                               |                               |                               |                               |                               |
| 1:05:52                       |                               |                               |                               |                               |                               |                               |                               |                               |                               |

## Réception
Selon l'agrégateur Metacritic, Doom Days reçoit des critiques généralement favorables (avec un score de 73).
Sur AllMusic, Heather Phares estime que le groupe s'améliore avec « ses paroles réfléchies, ses mélodies enjouées et ses grands refrains ». Dans NME, Charlotte Gunn parle de Wild World comme d'un « disque de pop triomphante : déterminé dans ses capacités à éveiller les auditeurs et sans remords dans sa quête pour un numéro un ». Caroline Sullivan du Guardian compare également le groupe à Coldplay, estimant toutefois le « sentimentalisme » de Bastille plus authentique. Will Hermes de Rolling Stone évoque un album fait pour remplir les stades mais manquant de moments intimes.

## Classements
| Classement (2019)                  | Meilleure position |
| ---------------------------------- | ------------------ |
| Allemagne (Media Control AG)       | 6                  |
| Australie (ARIA)                   | 7                  |
| Autriche (Ö3 Austria Top 40)       | 5                  |
| Belgique (Flandre Ultratop)        | 2                  |
| Belgique (Wallonie Ultratop)       | 14                 |
| Canada (Canadian Albums Chart)     | 7                  |
| Danemark (Tracklisten)             | 38                 |
| Écosse (OCC)                       | 1                  |
| Espagne (Promusicae)               | 25                 |
| États-Unis (Billboard 200)         | 4                  |
| France (SNEP)                      | 54                 |
| Finlande (Suomen virallinen lista) | 13                 |
| Irlande (IRMA)                     | 2                  |
| Italie (FIMI)                      | 9                  |
| Norvège (VG-lista)                 | 14                 |
| Nouvelle-Zélande (RIANZ)           | 12                 |
| Pays-Bas (Mega Album Top 100)      | 4                  |
| Pologne (ZPAV)                     | 7                  |
| Portugal (AFP)                     | 16                 |
| Royaume-Uni (UK Albums Chart)      | 1                  |
| Suède (Sverigetopplistan)          | 32                 |
| Suisse (Schweizer Hitparade)       | 5                  |

## Certifications
| Pays              | Certification | Unités certifiées |
| ----------------- | ------------- | ----------------- |
| Royaume-Uni (BPI) | Or            | 100 000           |